# Heather Harper
Heather Harper (Belfast, Irlanda del Norte, 8 de mayo de 1930-22 de abril de 2019) fue una soprano británica. Notable intérprete mozart  iana y de óperas contemporáneas y clásicas, especialmente de Benjamin Britten.

## Biografía
Estudió piano en su ciudad natal y en el Trinity College of Music de Londres, donde tomó clases con Helen Isepp y Frederic Husler, además cantó en el coro de la BBC.
Debutó como Lady Macbeth en 1954 (Oxford University Opera Club), formando parte del English Opera Group ( 1956 - 1975).
Debutó en Covent Garden en 1962 como Helena en Sueño de una noche de verano de Britten y en 1967 en el Festival de Bayreuth como Elsa de Lohengrin.
En 1977 debutó en el Metropolitan Opera como la Condesa en Las bodas de Fígaro. 
En 1969 debutó en el Teatro Colón de Buenos Aires como Vitellia en La clemenza di Tito regresando en 1971, 1969, 1971, 1972, 1978 y 1986, allí cantó Arabella, Marguerite, Donna Elvira, Antonia y Ellen Orford.
Sus principales personajes fueron Elsa, Arabella, Ellen Orford en Peter Grimes, Donna Elvira, the Governess en The Turn of The Screw.
Cantó en el estreno mundial del Réquiem de guerra (1962) de Britten en la catedral de Coventry sustituyendo a Galina Vishnévskaya a quien le fue denegado el permiso de asistir por parte de las autoridades soviéticas. 
Se retiró en 1984. 
Desde 1985 fue profesora en el Royal College of Music London, Glasgow y en la Britten-Pears School en Snap.

## Discografía de referencia
- Bach: Pasión según san Juan / Britten
- Beethoven: Missa Solemnis, Etc / Giulini
- Britten: A Midsummer Night's Dream / Britten, London So
- Britten: Las Iluminaciones /Marriner, Northern Sin.
- Britten: Peter Grimes / Davis
- Britten: Peter Grimes / Britten
- Britten: War Requiem, Sinfonia da Requiem/ Hickox
- Mozart: Le nozze di Figaro / Barenboim,
- Handel: Judas Maccabeus / Somary
- Handel: Messiah / Davis
- Handel: Theodora / Somary,
- Haydn: The Seasons / Davis
- Mahler: Sinfonía n.º 2 / Solti, London Symphony Orchestra
- Mahler: Sinfonía n.º 3 / Haitink, Concertgebouw
- Mahler: Sinfonía n.º 4; Berlioz / Barbirolli,
- Mozart: Don Giovanni / Barenboim
- Mozart: Idomeneo, Ré Di Creta / Davis
- R. Strauss: Four Last Songs, Orchestral Songs / Richard Hickox
- Vaughan Williams: A Sea Symphony / Previn
- Wagner: Lohengrin - Bayreuth, 1967 / Kempe
- Wagner: Lohengrin / Erede, Bayreuth 1968